# Håkan Regnér
Sven Erik Håkan Regnér, ogift Andersson, född 3 augusti 1964 i Kalmar församling i Kalmar län, är en svensk nationalekonom.
Håkan Regnér växte upp i Kalmar och på Öland. Han har bedrivit forskning om inkomsteffekter av högre utbildning, liksom högskolevalets betydelse och familjebildningens påverkan på inkomster och rörlighet för kvinnor och män. Han disputerade vid Stockholms universitet 1997 på avhandlingen Training at the job and training for a new job – two Swedish studies. Han är docent i nationalekonomi och verksam vid Sacos samhällspolitiska avdelning.
Han var 1993–1996 gift med sedermera statsrådet Åsa Regnér (född 1964).